# Eve of Destruction (canção)
"Eve of Destruction" é uma música de protesto escrita por P. F. Sloan em 1965. Diversos artistas interpretaram-na, mas a versão mais conhecida foi gravada por Barry McGuire. Esta gravação foi feita entre 12 e 15 de julho de 1965, e lançada por Dunhill Records. Os músicos que acompanham a gravação são músicos de estúdio de Los Angeles: P.F. Sloan na guitarra, Hal Blaine ("Wrecking Crew" de Phil Spector) na bateria, e Larry Knechtel no baixo. A trilha vocal foi colocada em uma mixagem que não deveria ser a versão final, mas uma cópia da gravação "vazou" para um DJ, que começou a executá-la.. A música foi um sucesso instantâneo e como resultado, a trilha vocal melhor acabada que foi inicialmente planejada nunca foi gravada.